# Gazelle (Schiff, 1898)
Die Gazelle war ein Kleiner Kreuzer der Kaiserlichen Marine und Typschiff der zehn Einheiten umfassenden Gazelle-Klasse.
Das Schiff wurde zunächst als kostengünstiger Nachbau der ungepanzerten Bussard-Klasse geplant, dann jedoch als Amtsentwurf 1895/96 unter Einbeziehung der bisherigen Erfahrungen mit Gefion und Hela völlig neu konstruiert. Von der Hela wurde dabei die Schiffskörperform und weitere konstruktive Merkmale übernommen. Nach den Entwurfsbedingungen sollte das Schiff zugleich als Flottenaufklärer sowie als Übersee-Kreuzer dienen können, während andere Marinen für solche Aufgaben jeweils eigene Schiffsklassen bauten.

## Geschichte
Nach dem Stapellauf am 31. März 1898 stellte die Gazelle ab dem 23. November 1898 für die üblichen Probefahrten in Dienst. Technische Schwierigkeiten mit den installierten Niclausse-Kesseln führten jedoch schon am 6. April 1899 zur Außerdienststellung und Überarbeitung, die bis 6. Oktober 1900 anhielt. Kurz darauf, am 14. November 1900, musste aufgrund derselben Probleme eine weitere Außerdienststellung bis 15. Juni 1901 vorgenommen werden. Erst mit diesem Datum konnte die endgültige Indienststellung erfolgen, da die Probleme mit den Kesseln zufriedenstellend behoben waren. Trotzdem wurden diese schon 1905 gegen neue und zuverlässige Marinekessel ausgetauscht.
Anfang Oktober 1901 wurde die Gazelle zum Ostasiengeschwader detachiert, aber der Befehl wurde kurz darauf widerrufen und der Kreuzer durch das Schwesterschiff Thetis ersetzt. Im Januar 1902 wurde das Schiff doch noch zum Kreuzergeschwader abgeordnet, aber vorerst auf die westindische Station entsandt (Februar 1902), um dort im Zusammenwirken mit Vineta und Falke während der Venezuela-Krise Patrouillenfahrten längs der venezolanischen Küste zu unternehmen. Im Herbst 1902 entließ man das Schiff auch formell aus dem Ostasiengeschwader und ordnete es der neu gebildeten Ostamerikanischen Kreuzerdivision bei. Ein Konflikt zwischen Deutschland, Großbritannien und Italien einerseits und Venezuela andererseits führte zur Blockade der venezolanischen Küste. Dabei wurde durch die Gazelle das im Hafen von Guanta liegende alte Kanonenboot Restaurador am 11. Dezember 1902 geentert. Das Kanonenboot wurde auf Reede geschleppt und durch den I. Offizier der Gazelle, Kapitänleutnant Titus Türk, mit Besatzungsangehörigen in deutschen Dienst gestellt. Bereits am 23. Februar 1903 erfolgte die Rückgabe an Venezuela, wobei sich das Schiff durch die unternommenen Instandsetzungsarbeiten in einem wesentlich besseren Zustand befand als bei der Wegnahme.
Das Jahr 1903 über war die Gazelle mit der Wahrung deutscher Interessen und dem Schutz deutscher Bürger im karibischen Raum (so in Santo Domingo und Port-au-Prince) beauftragt. Im Folgejahr unternahm der Kreuzer zahlreiche Besuche entlang der mittelamerikanischen Küste (Mexiko, Britisch-Honduras), wobei im Juni Newport News in den Vereinigten Staaten angelaufen wurde und der Kommandant zusammen mit dem Divisions-Chef Ludwig Schröder vom amerikanischen Präsidenten Theodore Roosevelt empfangen wurde. Anschließend erfolgte der Rückmarsch nach Kiel, welches am 18. Juli 1904 angelaufen wurde. Dort wurde das Schiff umgehend auf der Kaiserlichen Werft Danzig am 3. August 1904 zum Umbau außer Dienst gestellt. Dabei wurden die störanfälligen Niclausse-Kessel durch neue Schultz-Marine-Wasserrohrkessel ersetzt und die Brücke umgebaut. Danach gehörte die Gazelle bis zum Kriegsausbruch zur II. Bereitschaft.

## Erster Weltkrieg
Zu Kriegsbeginn 1914 wurde die Gazelle reaktiviert und der Küstenschutz-Division der Ostsee zugeteilt. Dort erfolgt ab dem 18. August 1914 die Unterstellung zum „Detachierten Admiral“ der Ostsee für offensive Einsätze. Bei einer Unternehmung des IV. Geschwaders gegen den Finnischen Meerbusen vom 24. bis 29. August nahm der Kreuzer eine Vorpostenlinie zwischen der Insel Gotland und der kurländischen Küste ein. Bei einer weiteren Unternehmung vom 4. bis 9. September musste die Gazelle vorerst mit einem Maschinenschaden in Danzig verbleiben, um nach der Reparatur diesem Vorstoß bis zur Aaland-See doch noch mitzufahren. Danach erfolgte die Rückkehr zur Küstenschutz-Division, wobei sie zeitweise als Flaggschiff fungierte. Die Hauptaufgabe bestand im Schutz des Öresunds und des Langeland-Belts gegen eindringende britische U-Boote.
Dabei erhielt der Kreuzer am 25. Januar 1915 nordnordwestlich von Kap Arkona einen Minentreffer am Achterschiff. Dies führte zum Verlust beider Schrauben. Der Havarist wurde am Folgetag von den begleitenden Torpedobooten G 132 und G 134 nach Swinemünde eingeschleppt. Die Untersuchung der Schäden bei den Stettiner Oderwerken in Stettin-Bredow ergab zu hohe Reparaturkosten für das mittlerweile 17 Jahre alte Schiff, daher wurde die Gazelle am 22. Februar 1915 außer Dienst gestellt und die Besatzung auf andere Kriegsschiffe verteilt.
Der Kreuzer diente von 1916 bis Kriegsende als Minenlager-Hulk in Cuxhaven und an der Kaiserlichen Werft Danzig. Am 28. August 1920 wurde die Gazelle endgültig aus der Liste der Kriegsschiffe gestrichen und in Wilhelmshaven abgewrackt.

## Kommandanten
| 23. November 1898 bis 6. April 1899 | Korvettenkapitän Adolf Josephi                       |
| 6. Oktober bis 14. November 1900    | Korvettenkapitän Heinrich Bredow                     |
| 15. Juni bis Oktober 1901           | Korvettenkapitän Leo Neitzke                         |
| Oktober 1901 bis Oktober 1903       | Korvettenkapitän/Fregattenkapitän Joachim von Oriola |
| Oktober 1903 bis 3. August 1904     | Korvettenkapitän/Fregattenkapitän Heinrich Sass      |
| 4. August 1914 bis 22. Februar 1915 | Fregattenkapitän Ernst Mysing                        |